# Cala Fornells (Port de la Selva)
La Cala Fornells és una cala i platja natural del municipi del Port de la Selva (Alt Empordà), situada a la península del Cap de Creus, dins del Parc Natural del Cap de Creus, entre la Cala Cativa i la Cala Torta. Orientada al nord, té una longitud de 40 m, dividits en dos sectors per unes roques, i una amplada de 30 m en el sector oest, i de 8 m en el sector est, formada principalment per còdols, amb algun sector de sorra granulosa. És una platja solitària i exposada al vent de tramuntana. La cala forma una estreta llengua de mar, amb l'Eixugador a ponent i la Punta de Fornells a llevant.
S'hi accedeix a peu pel camí de ronda, des de la Cala Tamariua.
La seva toponímia dona a entendre que antigament en aquesta zona hi havia una carbonera, possiblement explotada amb la finalitat de desbrossar la capçalera del rec de Fornells per convertir els terrenys en conreu de vinya.